# Fordson E83W
Fordson E83W, (även såld från 1952 under Thames-namnet som Ford Thames E83W) är en skåpbil och pickup tillverkad av Ford Motor Company Ltd i Ford Dagenham-fabriken (där även Fordsontraktorer tillverkades) mellan 1938 och 1957. Den såldes under namnet "Ford Ten-Ten" i Australien, och byggdes i olika versioner, och exporterades ibland bara med chassi och hytt, där påbyggnationer sattes på i importlandet.
E83W:n var inriktad på lättare transporter, olika typer av handel och på marknader, sektorer där den sålde bra. En herrgårdsvagns-version såldes även. Under och efter andra världskriget byggdes många specialvarianter som mobilkranar, glassbilar och brandbilar på E83W-chassit.
Bilen hade en Ford sidventilsmotor på 10 hk, med en 3-växlad manuell växellåda. Bilen var kraftigt nedväxlad, vilket gjorde E83W:an väldigt mycket långsammare än sedaner, med en toppfart på ungefär 40 mph (ungefär 64 km/h). Den delade ett fåtal delar med andra mindre Ford-modeller, vilket gör reservdelar svårare att få tag på. Framlyktorna var endast ett tillval, och samma lyktor användes på traktorn Fordson E27N.